# سردر و هشتی‌خانه خان خانان
سردر و هشتی خانه خان خانان مربوط به اوایل دوره قاجار است و در سنندج، بلوار کردستان، نبش سه راهی موزه واقع شده و این اثر در تاریخ ۱۳۸۰/۱۲/۱۹ با شمارهٔ ثبت ۴۸۹۳ به‌عنوان یکی از آثار ملی ایران به ثبت رسیده است.